# مسلم بن جندب الهذلي
أبو عبد الله مسلم بن جندب الهذلي قاص وقاضي أهل المدينة وقارئهم. قرأ عليه نافع القرآن الكريم. وهو أحد شيوخه الخمسة. قال الخليفة عمر بن عبد العزيز«من أحب أن يسمع القرآن فليسمع قراءة مسلم بن جندب». 

## نسبه
- مسلم بن جندب بن حذيفة بن عَمْرِو بن زُهير بن خداش بن عتير بن خزيمة بن صاهلة بن كاهل بن الحارث بن تميم بن سعد بن هذيل بن مدركة بن الياس بن مضر بن نزار بن معد بن عدنان.[1]

## قراءة القرآن
قرأ القرآن على: عبد الله بن عياش القارئ، وابن عمر.

## روايته للحديث النبوي
- روى عن: أسلم مولى عمر بن الخطاب وحبيب الهذلي وحكيم بن حزام والزبير بن العوام وعبد الله بن ساعدة زوعبد الله ابن عمر بن الخطاب ونوفل بن إياس الهذلي، ويزيد بن هرمز، وأبي هريرة.
- روى عنه: أسيد بن يزيد المدني والأصبغ بن عبد العزيز، وزيد بن أسلم مولى عمر وابنه عبد الله بن مسلم بن جندب ومحمد بن عبد الرحمن بن أبي ذئب ومحمد بن عمرو ابن حلحلة ويحيى بن سعيد الأنصاري ويحيى بن أبي كثير.[3]

## أقوال العلماء فيه
الجرح والتعديل
- أبو حاتم بن حبان البستي: ذكره في الثقات.
- أحمد بن حنبل: قاص كان في المدينة.
- أحمد بن صالح الجيلي: ثقة.
- ابن حجر العسقلاني: ثقة فصيح قارئ.
- الذهبي: ثقة.
- مصنفوا تحرير تقريب التهذيب: صدوق حسن الحديث، فما وثقه سوى العجلي وابن حبان.

## وفاته
توفي مسلم بن جندب سنة ست ومائة في خلافة هشام بن عبد الملك.